# Front paysan

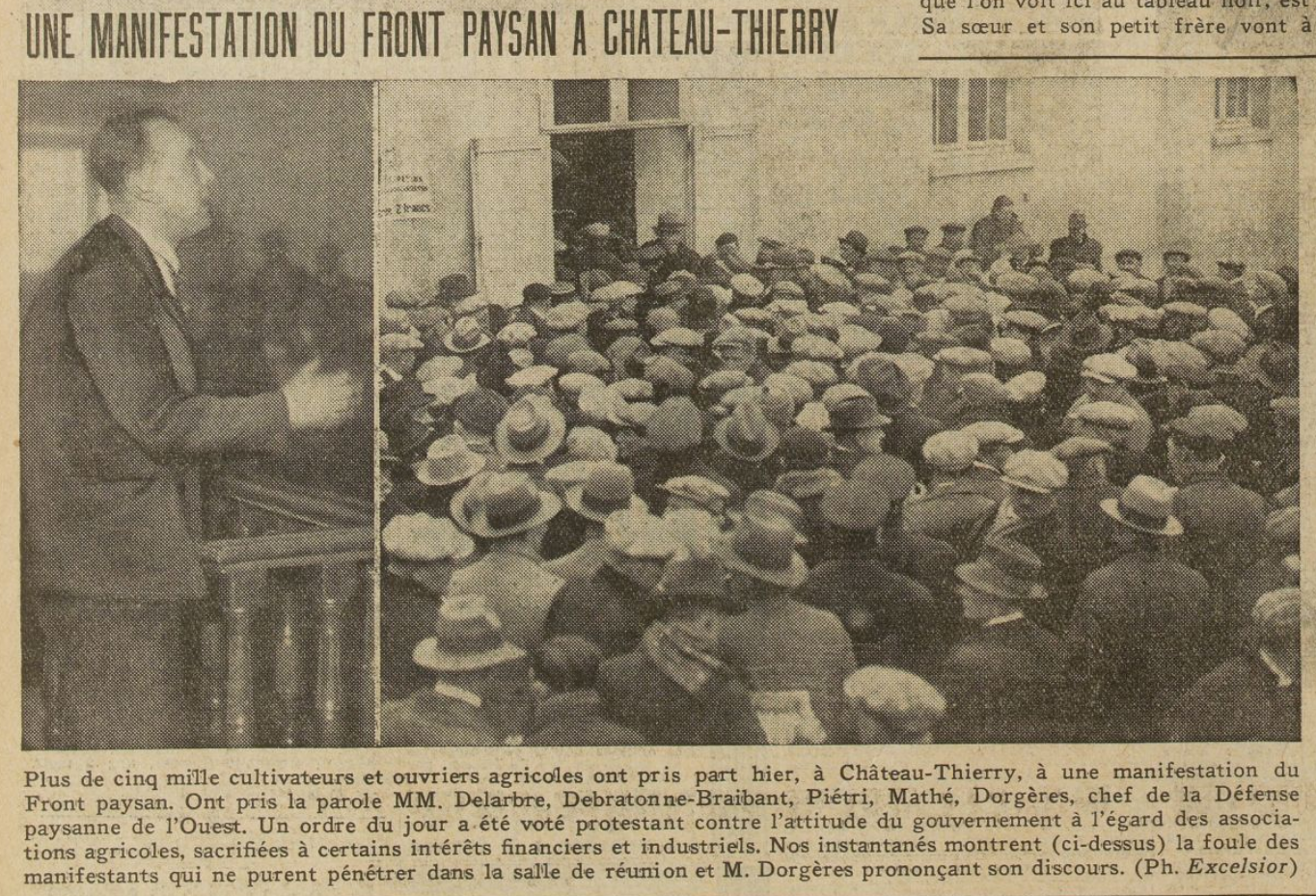
Henri Dorgères bei einer Demonstration des Front paysan in Château-Thierry; Excelsior vom 9. März 1935

Der Front paysan (Bauernfront) war eine Organisation der französischen Agrarbewegung, die am 22. Juni 1934 auf Initiative von Henri Dorgères, Vorsitzender der Comités de défense paysanne, gegründet wurde. Er befürwortete den Korporatismus gegenüber den Republikanern, die die Fundamente der bäuerlichen Identität bedrohen würden.
Der Front paysan wurde vor dem Hintergrund sinkender landwirtschaftlicher Einkommen gegründet, die durch steigende Investitionskosten und Sozialabgaben, die Landflucht der Landarbeiter und den Rückgang der Weizenpreise zwischen 1933 und 1935 verursacht wurden. Am 1. März 1936 wurde der Front paysan für die Dauer der Parlamentswahlen offiziell stillgelegt.
Der Front paysan bestand aus folgenden Parteien:
- Parti agraire et paysan français
- Union nationale des syndicats agricoles
- Comités de défense paysanne

Er wurde von Henri Dorgères, Fleurant Agricola und Jacques Le Roy Ladurie geleitet.